# Schabziger
Lo schabziger è un formaggio svizzero prodotto nel canton Glarona. 

## Descrizione
Prodotto molto magro (contiene meno del 3% di grassi), lo schabziger è a base di latte vaccino scremato e si produce utilizzando il fieno greco blu. La sua complessa lavorazione dura sei o sette mesi. Il formaggio si è guadagnato una reputazione controversa anche a causa del suo odore pungente. Secondo alcuni, esso ha proprietà afrodisiache.

## Storia
È il prodotto con marchio registrato più antico della Svizzera: nel 1463 la sua formula venne approvata dai cittadini del cantone. Fino agli anni settanta, il formaggio veniva venduto a domicilio dai dipendenti da una ditta locale. Oggi la medesima lo distribuisce in più parti del mondo.